# هدرانجاوات
الهدرانجاوات (الاسم العلمي: Hydrangeoideae) هي أسرة من النباتات تتبع الفصيلة الهدرانجية من رتبة القرانيات.

## قبائل الهدرانجاوات
- الهدرانجاوية
  - الهدرانج
  - الدكروة